# Thérèse Moreau de Tours
Thérèse Moreau de Tours (Romont, 22 de outubro de 1861 — Paris, 25 de novembro de 1921) foi uma pintora francesa de origem suíça.

## Biografia
Teresa frequentou a École des Beaux-Arts, em Paris, sob a direção de Alexandre Cabanel (1823-1889), o grande pintor acadêmico do Segundo Império.
Estabelecida com o pintor Georges Moreau de Tours (1848-1901), ela foi sua modelo e aluna: ele a pintou, ela o pintou ou pintaram juntos, afixando suas assinaturas para o conteúdo de seu coração. Assim, Le Maire de Rennes (1887) é assinado por Georges e Thérèse, mas é reproduzido no Suplemento Ilustrado do Petit Journal de 7 de fevereiro de 1891, sob a descrição Famosa pintura da Sra. Moreau de Tours.